# Můj strýc Benjamin
Můj strýc Benjamin (v originále Mon oncle Benjamin) je francouzská filmová romantická komedie z roku 1969, kterou natočil režisér Edouard Molinaro podle stejnojmenné knihy Claude Tilliera z roku 1908. Hlavní role vytvořili šansoniér a herec Jacques Brel a Claude Jadeová.

## Děj
Je 18. století a za vlády Ludvíka XV. žije na francouzském venkově lékař chudých Benjamin Rathery, volnomyšlenkář a neznaboh. Vrchnost ho nemá ráda a  má na něj spadeno i hostinský, protože pije na dluh a svádí jeho krásnou dceru Manette. Když ho jednou markýz de Cambyse zesměšní a poníží před celou společností, Benjamin se pomstí po svém. 
Nakonec Manette doprovází svého Benjamina do exilu a jsou šťastní, dokonce i bez úředního sňatku. 